# 미야주쿠정
미야주쿠정(宮宿町)은 야마가타현 니시무라야마군에 설치되었던 정이다. 현재의 아사히정, 니시오키타마군 시라타카정에 해당한다.

## 역사
- 1889년 4월 1일 - 정촌제 시행으로, 히가시이모가와촌(東五百川村)이 발족.
- 1928년 4월 1일 - 히가시이모가와촌이 정으로 승격하면서 미야주쿠정(宮宿町)이 됨.
- 1954년 11월 1일 - 니시이모가와촌·오야촌과 합병하여 아사히정이 발족. 미야주쿠정은 폐지.
- 1955년 10월 10일 - 미야주쿠정 구역의 일부가 니시오키타마군 시라타카정에 편입.